# Disney Channel (Asie)
Disney Channel Asia était une version de Disney Channel prévue pour plusieurs pays d'Asie. Elle est gérée par la société The Walt Disney Company Southeast Asia, filiale de Walt Disney International dans le sud-est asiatique, et qui partage ses locaux avec la chaîne, le 4, Loyang Lane, Singapour

## Histoire
Le 29 mars 1995, The Disney Channel en langue chinoise a été lancée à l'origine dans la région de la Grande Chine via le satellite Apstar 1.
Le 15 janvier 2000, Disney Channel est officiellement lancé à Singapour, en Malaisie, au Brunei et aux Philippines.
Le 2 avril 2004, Disney lance Disney Channel et Playhouse Disney à Hong Kong et Playhouse Disney en Indonésie.
Le 20 juin 2005, Disney annonce le lancement réparti sur six mois de Disney Channel et Playhouse Disney au Cambodge, aux Palaos, en Thaïlande et au Vietnam, étendant l'offre de Disney Channel Asia.
Disney Channel, Disney XD et Disney Junior ont cessé leur transmission à Singapour le 1er juin 2020, sur Singtel et StarHub. Il a été remplacé par Disney+ le 23 février 2021.
Le 1er janvier 2021, Disney Channel, avec ses chaînes sœurs, a cessé sa transmission en Malaisie sur Astro.
Le 1er octobre 2021, Disney Channel et Disney Junior ainsi que la plupart de ses chaînes Fox ont mis fin à leur diffusion dans le reste de l'Asie; et Hong Kong. Alors que Taïwan a également pris fin le 1er janvier 2022, tous se concentrant sur Disney + et Disney + Hotstar, dépendent de la version de leur pays,,.

## Diffusion
Elle est distribuée en :
- Brunei sur Kristal Astro
- Cambodge
- Hong Kong sur Now TV
- Indonésie sur Kabelvision et Indovision (chaîne 31)
- Malaisie sur Astro Malaysia (chaîne 31) et Astro Nusantara (chaîne 1107)
- Palaos
- Philippines sur SkyCable, ACCION et Dream Satellite TV (chaîne 34)
- Singapour sur StarHub
- Vietnam